# سولوك
سولوك (بالإنجليزية: Solok)‏ هي مدينة تقع في إندونيسيا في سومطرة الغربية. يقدر عدد سكانها بـ 62,483 نسمة ومساحتها 57.64 كم2 .